# HC Most
HC Most (celým názvem: Hockey Club Most) byl český klub ledního hokeje, který sídlil v Mostu v Ústeckém kraji. Založen byl v roce 1946 pod názvem HO Uhlomost. Svůj poslední název nesl od roku 2005. Ve své poslední sezóně působil ve 2. lize, třetí české nejvyšší soutěži ledního hokeje. Klubové barvy byly modrá a bílá.
Od roku 1991 do roku 2007 stabilně působil ve 2. lize, ovšem na konci ročníku 2006/2007 se mu podařilo postoupit o soutěž výše. V 1. lize se poprvé udržel dva roky, přičemž zpět se probojoval v roce 2011. Jeho druhá štace ve druhé nejvyšší české hokejové lize trvala relativně dlouhých šest let, během kterých však mostecký tým nezvládl ani jednou vybojovat play-off a téměř v každé sezóně musel svou prvoligovou příslušnost obhajovat ve skupině o udržení či v baráži.
S ročníkem 2016/2017 přišel druhý pád do druhé ligy. Před začátkem následujícího ročníku se bývalý Baník přestěhoval do několik desítek kilometrů vzdáleného Slaného, kde sdílel tamní zimní stadion s klubem HC Řisuty. 9. prosince 2017 pak klub odstoupil z rozehraného druholigového ročníku a definitivně zanikl.
Po odchodu klubu z města v létě 2017 vznikl v Mostě celek Mostečtí lvi, kterému se hned v první sezóně jeho existence podařilo zvítězit v Ústeckém krajském přeboru a kvalifikovat se tak do následujícího ročníku 2. ligy, spolu s týmem HC Studénka (ten ovšem před začátkem sezóny prodal druholigovou licenci týmu HC Orli Orlová 1930).
Své domácí zápasy odehrával na zimním stadionu Most s kapacitou 2 646 diváků.

## Historické názvy
Zdroj:
- 1946 – HO Uhlomost (Hokejový oddíl Uhlomost)
- TJ Baník SHD Most (Tělovýchovná jednota Baník Severočeské hnědouhelné doly Most)
- 1990 – TJ Baník Most (Tělovýchovná jednota Baník Most)
- 1994 – HC Baník Most (Hockey Club Baník Most)
- 2000 – SK HC Baník Most (Sportovní klub Hockey Club Baník Most)
- 2005 – HC Most (Hockey Club Most)

## Úspěchy
- 1976/77: postup do 2. ČNHL
- 1990/91: postup do 2. hokejové ligy
- Postup do 1. ligy: 2006/07 (rozhodující pátý zápas finále play-off mezi HC Most a HC Benátky nad Jizerou, datum: 31. března 2007, výsledek 5:3)
- Postup do 1. ligy: 2010/11 (z barážové tabulky postoupili společně se Šumperkem, naopak sestupují z 1. ligy Chrudim a Písek. Jindřichův Hradec nepřekročil barážové vody z 2. ligy)

## Přehled ligové účasti
Stručný přehled
Zdroj:
- 1959–1960: Oblastní soutěž – sk. D (3. ligová úroveň v Československu)
- 1969–1973: Divize – sk. B (3. ligová úroveň v Československu)
- 1973–1975: Divize – sk. B (4. ligová úroveň v Československu)
- 1975–1976: Divize – sk. C (4. ligová úroveň v Československu)
- 1976–1977: Divize – sk. B (4. ligová úroveň v Československu)
- 1977–1979: 2. ČNHL – sk. C (3. ligová úroveň v Československu)
- 1979–1983: Severočeský krajský přebor (3. ligová úroveň v Československu)
- 1983–1984: 2. ČNHL – sk. A (3. ligová úroveň v Československu)
- 1989–1990: Severočeský krajský přebor (4. ligová úroveň v Československu)
- 1990–1991: 2. ČNHL – sk. B (3. ligová úroveň v Československu)
- 1991–1993: 2. ČNHL – sk. A (3. ligová úroveň v Československu)
- 1993–2007: 2. liga – sk. Západ (3. ligová úroveň v České republice)
- 2007–2009: 1. liga (2. ligová úroveň v České republice)
- 2009–2011: 2. liga – sk. Západ (3. ligová úroveň v České republice)
- 2011–2017: 1. liga (2. ligová úroveň v České republice)
- 2017–2018: 2. liga – sk. Západ (3. ligová úroveň v České republice)

Jednotlivé ročníky
Zdroj:
Legenda: ZČ - základní část, červené podbarvení - sestup, zelené podbarvení - postup, fialové podbarvení - reorganizace, změna skupiny či soutěže
| Československo (1959 – 1993) |                            |           |           |                                       |                       |
| Sezóny                       | Soutěž                     | Úroveň    | ZČ        | Play-off, nadstavba, sk. o udržení... | Poznámky              |
| 1959/60                      | Oblastní soutěž – sk. D    | 3. úroveň | 4. místo  |                                       | Reorganizace          |
| ...                          |                            |           |           |                                       |                       |
| 1969/70                      | Divize – sk. B             | 3. úroveň | 5. místo  |                                       |                       |
| 1970/71                      | Divize – sk. B             | 3. úroveň | 3. místo  |                                       |                       |
| 1971/72                      | Divize – sk. B             | 3. úroveň | 3. místo  |                                       |                       |
| 1972/73                      | Divize – sk. B             | 3. úroveň | 5. místo  |                                       | Reorganizace          |
| 1973/74                      | Divize – sk. B             | 4. úroveň | 4. místo  |                                       |                       |
| 1974/75                      | Divize – sk. B             | 4. úroveň | 5. místo  |                                       | Změna skupiny         |
| 1975/76                      | Divize – sk. C             | 4. úroveň | 3. místo  |                                       | Změna skupiny         |
| 1976/77                      | Divize – sk. B             | 4. úroveň | 2. místo  |                                       | Reorganizace          |
| 1977/78                      | 2. ČNHL – sk. C            | 3. úroveň | 8. místo  |                                       |                       |
| 1978/79                      | 2. ČNHL – sk. C            | 3. úroveň | 9. místo  |                                       | Reorganizace          |
| 1979/80                      | Severočeský krajský přebor | 3. úroveň | ?. místo  |                                       |                       |
| 1980/81                      | Severočeský krajský přebor | 3. úroveň | ?. místo  |                                       |                       |
| 1981/82                      | Severočeský krajský přebor | 3. úroveň | ?. místo  |                                       |                       |
| 1982/83                      | Severočeský krajský přebor | 3. úroveň | ?. místo  |                                       | Reorganizace          |
| 1983/84                      | 2. ČNHL – sk. A            | 3. úroveň | 8. místo  |                                       | Sestup                |
| ...                          |                            |           |           |                                       |                       |
| 1989/90                      | Severočeský krajský přebor | 4. úroveň | 1. místo  |                                       | Postup                |
| 1990/91                      | 2. ČNHL – sk. B            | 3. úroveň | 8. místo  | Skupina o udržení B (4. místo)        | Změna skupiny         |
| 1991/92                      | 2. ČNHL – sk. A            | 3. úroveň | 4. místo  |                                       |                       |
| 1992/93                      | 2. ČNHL – sk. A            | 3. úroveň | 5. místo  |                                       | Reorganizace          |
| Česko (1993 – 2017)          |                            |           |           |                                       |                       |
| Sezóny                       | Soutěž                     | Úroveň    | ZČ        | Play-off, nadstavba, sk. o udržení... | Poznámky              |
| 1993/94                      | 2. liga – sk. Západ        | 3. úroveň | 9. místo  | Ne                                    |                       |
| 1994/95                      | 2. liga – sk. Západ        | 3. úroveň | 6. místo  | Ne                                    |                       |
| 1995/96                      | 2. liga – sk. Západ        | 3. úroveň | 8. místo  | Ne                                    |                       |
| 1996/97                      | 2. liga – sk. Západ        | 3. úroveň | 13. místo | Ne                                    |                       |
| 1997/98                      | 2. liga – sk. Západ        | 3. úroveň | 13. místo | Ne                                    |                       |
| 1998/99                      | 2. liga – sk. Západ        | 3. úroveň | 15. místo | Ne                                    |                       |
| 1999/00                      | 2. liga – sk. Západ        | 3. úroveň | 11. místo | Ne                                    |                       |
| 2000/01                      | 2. liga – sk. Západ        | 3. úroveň | 5. místo  | Finále                                | Baráž                 |
| 2001/02                      | 2. liga – sk. Západ        | 3. úroveň | 3. místo  | Finále                                | Baráž                 |
| 2002/03                      | 2. liga – sk. Západ        | 3. úroveň | 2. místo  | Finále                                | Baráž                 |
| 2003/04                      | 2. liga – sk. Západ        | 3. úroveň | 1. místo  | Finále                                | Baráž                 |
| 2004/05                      | 2. liga – sk. Západ        | 3. úroveň | 6. místo  | Osmifinále                            |                       |
| 2005/06                      | 2. liga – sk. Západ        | 3. úroveň | 6. místo  | Osmifinále                            |                       |
| 2006/07                      | 2. liga – sk. Západ        | 3. úroveň | 1. místo  | Finále                                | Kvalifikace o 1. ligu |
| 2007/08                      | 1. liga – sk. Západ        | 2. úroveň | 8. místo  | Ne                                    | Reorganizace          |
| 2008/09                      | 1. liga                    | 2. úroveň | 15. místo | Ne                                    | Skupina o udržení     |
| 2009/10                      | 2. liga – sk. Západ        | 3. úroveň | 6. místo  | Finále                                |                       |
| 2010/11                      | 2. liga – sk. Západ        | 3. úroveň | 2. místo  | Finále                                | Baráž                 |
| 2011/12                      | 1. liga                    | 2. úroveň | 14. místo | Ne                                    | Baráž                 |
| 2012/13                      | 1. liga                    | 2. úroveň | 13. místo | Ne                                    | Skupina o udržení     |
| 2013/14                      | 1. liga                    | 2. úroveň | 14. místo | Ne                                    | Baráž                 |
| 2014/15                      | 1. liga                    | 2. úroveň | 12. místo | Ne                                    |                       |
| 2015/16                      | 1. liga                    | 2. úroveň | 13. místo | Ne                                    |                       |
| 2016/17                      | 1. liga                    | 2. úroveň | 14. místo | Ne                                    | Sestup                |
| 2017/18                      | 2. liga – sk. Západ        | 3. úroveň | 11. místo | Ne                                    | Odhlášení ze soutěže  |

## Odchovanci HC Most
- Peter Jánský
- Vladimír Jeřábek
- Jan Hranáč
- Vladimír Gýna
- Kamil Piroš
- Lukáš Bednařík
- Marek Židlický
- Tomáš Divíšek
- Ing. Miroslav Charvát – rozhodčí
- Tomáš Turčan – rozhodčí